# Dolina Kamienista

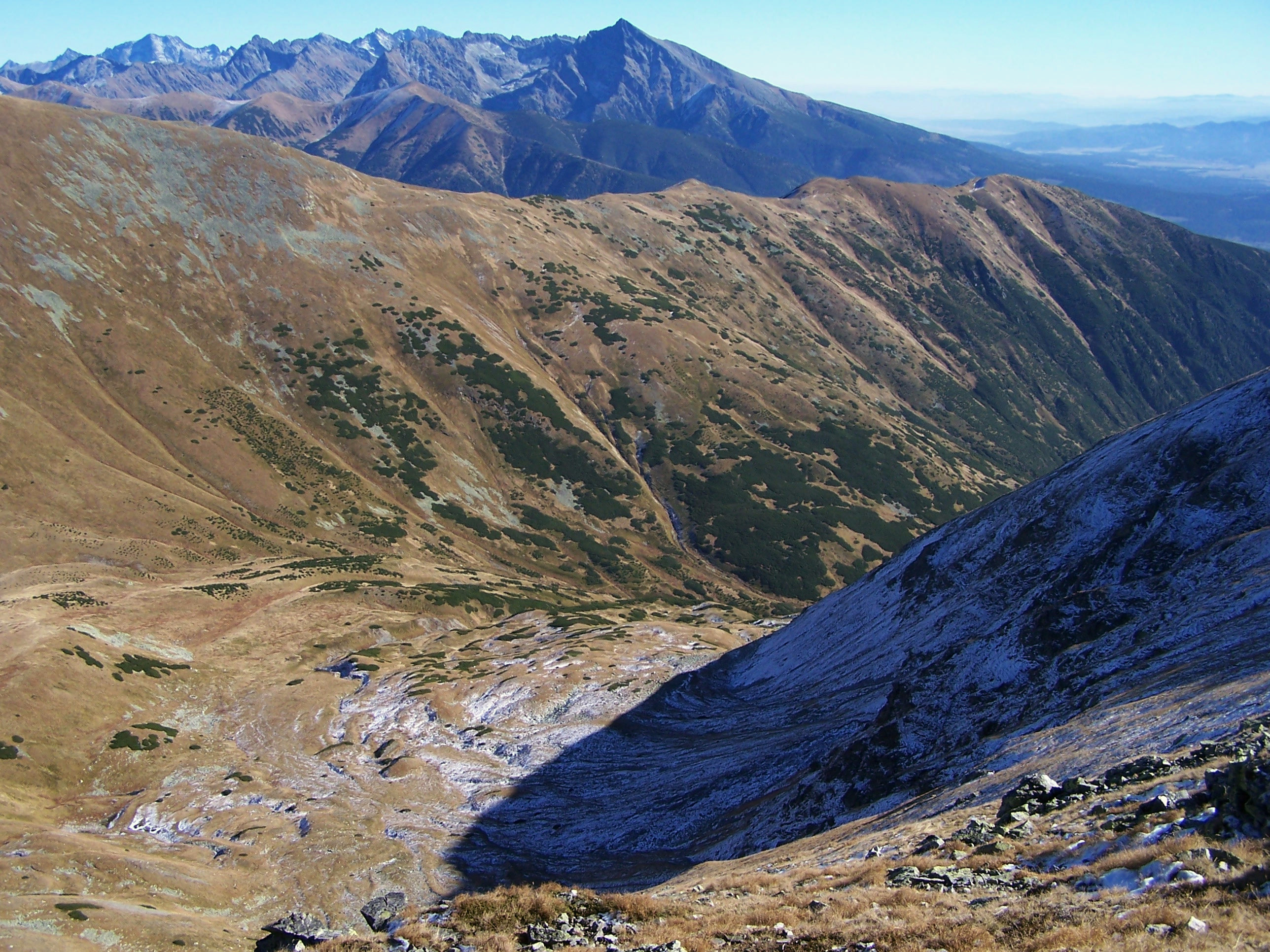
Górna część doliny. Widok z Błyszcza. W głębi Krywań

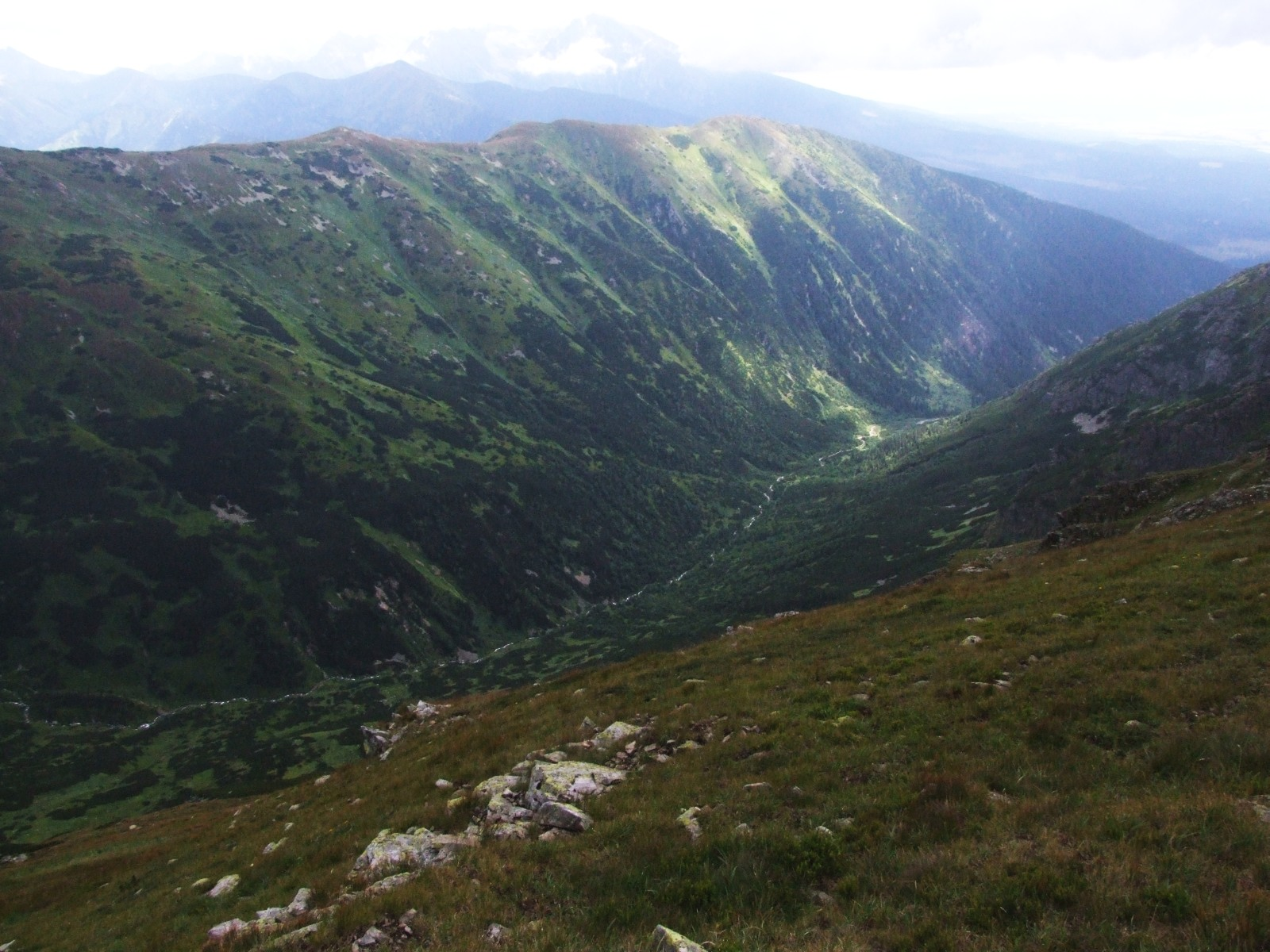
Dolina Kamienista. Widok ze wschodniej grani Bystrej

Dolina Kamienista (słow. Kamenistá dolina) – dolina walna w słowackich Tatrach Zachodnich, czasami uznawana też za odgałęzienie Doliny Cichej Liptowskiej (Tichá dolina), odchodzące od niej w jej dolnej części w kierunku północno-zachodnim.

## Topografia
Dolina ma długość ok. 7 km i powierzchnię 9 km². Dolina graniczy:
- od północnego wschodu z doliną Hliną (dolina Hliná). Rozdziela je odchodząca od Kamienistej (Veľká Kamenistá, 2121 m) grań Hlina (hrebeň Hlina) z Hlińskim Wierchem (Holý vrch, 1863 m),
- od północy z leżącą na terenie Polski Doliną Pyszniańską, rozdziela je główna grań Tatr od Kamienistej po Błyszcz (Blyšť, 2159 m),
- od zachodu z Doliną Raczkową (Račkova dolina), rozdziela je grań łącząca Błyszcz i Bystrą (Bystrá, 2248 m),
- południowego zachodu z Doliną Bystrą (Bystrá dolina), rozdziela je wschodnia grań Bystrej z kulminacją Kotłowa (Kotlová, 1985 m)

## Geologia i rzeźba terenu
Wyrzeźbiona została w łupkach krystalicznych. Ma prosty przebieg. Była zlodowacona, jej żłób polodowcowy jest jednym z bardziej typowych w Tatrach. Lodowce pokryły jej dno zwałami moren. To dlatego nazywa się Kamienista, gdyż jak twierdził zoolog Maksymilian Nowicki: W Dolinie Kamienistej nie ujrzysz prawie ani piędzi równego murawnika; wszystko szczery kamieniec. Ludwik Zejszner badający ją w 1950 pisał: W tych rozpadlinach granitu zastaje zwiedzający niejeden piękny, a dziki widok. Jest bardzo głęboka – stojąc na grani Bystrej możemy dostrzec ogromny kontrast w głębokości jej dna w porównaniu z leżącą po drugiej stronie grani Doliną Bystrą; jej dno znajduje się ok. 400–450 m niżej niż dno Doliny Bystrej. Dnem doliny spływa Kamienisty Potok.
Zarastające dolinę lasy są w dużym stopniu zniszczone przez lawiny i dość nisko się kończą, ustępując miejsca kosodrzewinie. W niektórych miejscach rosną na dzikich urwiskach kamiennych, jako tzw. las urwiskowy. Ze skalistych zboczy zsypują się piargi, często aż do doliny potoku.

## Historia
Dawniej dolina tętniła życiem pasterskim, wypasali tutaj mieszkańcy słowackiej wsi Wychodna. Dawniej trawiaste obszary po zaprzestaniu wypasu zarastają borówczyskami, zaroślami malin i lasem. Pozostałością pasterskiej przeszłości jest kilka zarastających polan, m.in. położona na wysokości 1300–1350 m Polana Kamienista. Dolina Kamienista była też jednym z ważniejszych szlaków z Polski na Liptów. Prowadził on z Doliny Kościeliskiej przez Pyszniańską Przełęcz i Dolinę Kamienistą. Był używany przez przemytników, kupców i zbójników. Tędy chodzili bohaterzy Legendy Tatr Kazimierza Przerwy-Tetmajera. Po utworzeniu Tatrzańskiego Parku Narodowego Dolina Pyszniańska jako obszar ochrony ścisłej została wyłączona z turystyki, a szlak przestał być używany.

## Szlaki turystyczne
– niebieski z Podbańskiej przy Tatrzańskiej Drogi Młodości (nr 537) przez Dolinę Kamienistą na Pyszniańską Przełęcz (Pyšné sedlo, 1788 m). Jego trasa poprowadzona jest wzdłuż Kamienistego Potoku, dopływu Cichej Wody Liptowskiej. Czas przejścia 4:15 h, z powrotem 3 h, różnica wzniesień 1300 m, długość trasy 9,5 km. Szlak jest zamknięty od 1 listopada do 30 czerwca.